# Aerofłot-Cargo
Aerofłot-Cargo – rosyjska linia lotnicza cargo z siedzibą w Moskwie. Należąca do holdingu Aerofłot. W 2010 roku operacje Aerofłot Cargo przejęła firma Aerofłot wykonując operacje pod własną nazwą. 

## Flota
Stan na 2010 rok
| Model                   | Liczba | Zamówienia | Kraj Pochodzenia  |
| ----------------------- | ------ | ---------- | ----------------- |
| Boeing 737-300F         | 2      | 0          | Stany Zjednoczone |
| McDonnell Douglas MD-11 | 4      | 0          | Stany Zjednoczone |

## Porty docelowe

### Azja
- Chiny
  - Pekin – Port lotniczy Pekin
  - Hongkong – Port lotniczy Hongkong
  - Szanghaj – Port lotniczy Szanghaj-Pudong
- Japonia
  - Tokio – Międzynarodowy Port Lotniczy Narita
- Korea Południowa
  - Seul – Port lotniczy Seul-Incheon

### Europa
- Finlandia
  - Helsinki – Port lotniczy Helsinki-Vantaa
- Niemcy
  - Frankfurt – Port lotniczy Frankfurt-Hahn
- Rosja
  - Moskwa – Port lotniczy Szeremietiewo Hub
  - Nowosybirsk – Port lotniczy Nowosybirsk-Tołmaczowo
  - Petersburg – Port lotniczy Petersburg-Pułkowo